# Kanton Cintegabelle
Kanton Cintegabelle (francouzsky Canton de Cintegabelle) je francouzský kanton v departementu Haute-Garonne v regionu Midi-Pyrénées. Tvoří ho sedm obcí.

## Obce kantonu
- Aignes
- Caujac
- Cintegabelle
- Esperce
- Gaillac-Toulza
- Grazac
- Marliac